# Труллі

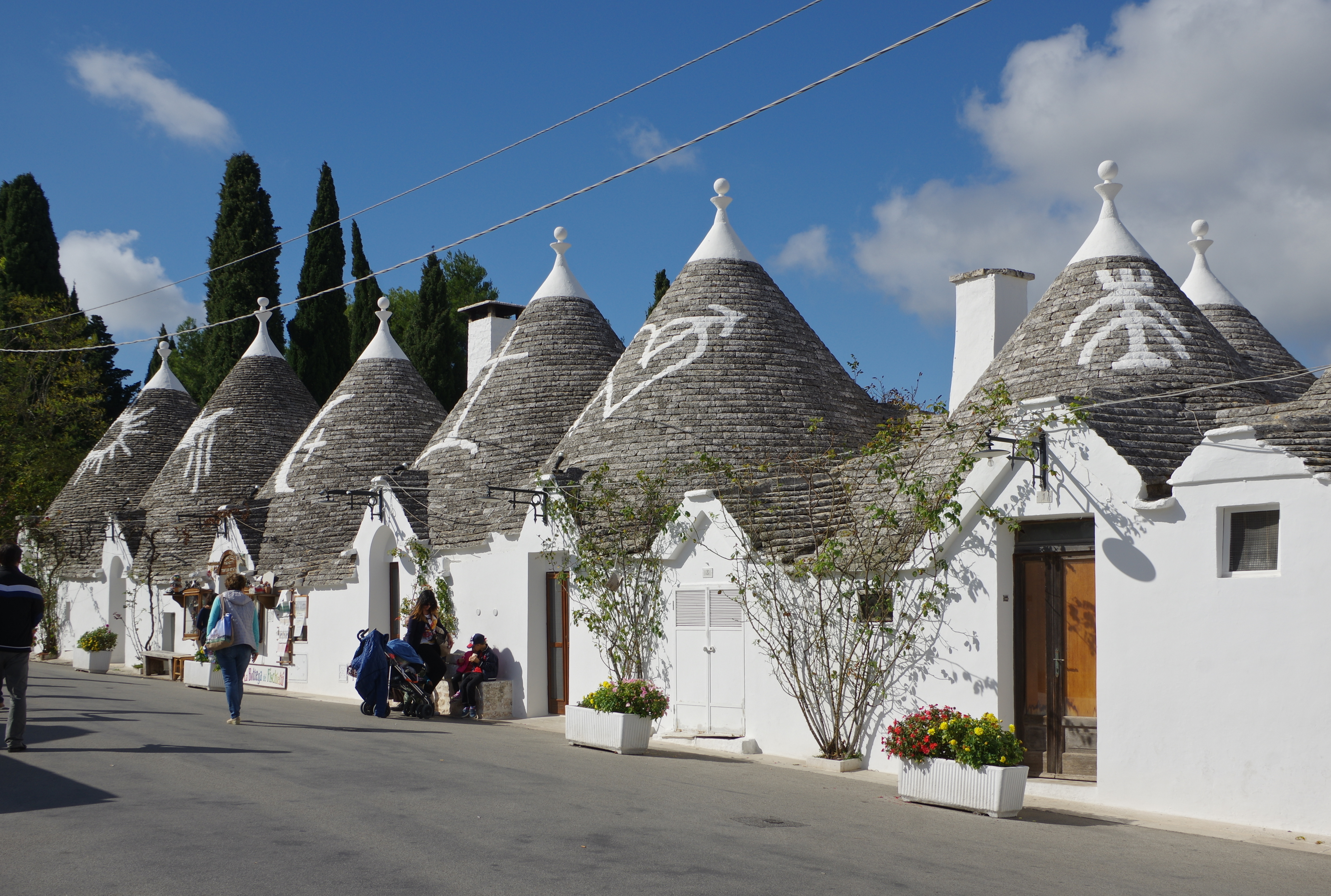
Труллі в Альберобелло

Труллі (італ. Trulli; від грец. τρούλος «купол») — традиційні будинки, споруджені методом сухої кладки, з конічним дахом, які мають доісторичні прототипи. Поширені в центральній і південній частинах італійської області Апулія. 
Найстаріші зі збережених труллі були споруджені в XVI столітті в районі плато Мурдже в Апулії. 
Труллі з Альберобелло були зараховані до пам'яток Всесвітньої спадщини ЮНЕСКО.
Ще одна відома пам'ятка - трулло-церква Святого Антонія. Вона була побудована на гроші американських емігрантів на вершині Rione Monti.

## Конструкція
Конструкція будинку така, що досить було вийняти один камінь в даху — і вона розвалювалася[уточнити]. Причина цього — в забороні на будівництво в даній місцевості, однак місцева влада неофіційно допускала будівництво споруд, але за умови швидкого розбирання будівлі у разі візиту перевіряючих чиновників. 
Стіни труллів дуже товсті, що забезпечує прохолоду в жарку погоду і теплоізоляцію від холоду в зимовий час. Будинок двох'ярусний, підйом наверх — по драбині. У переважній більшості труллі під кожним конічним дахом знаходиться одна кімната. Багатокімнатний будинок труллі має кілька дахів-конусів, під кожним з яких розміщена окрема кімната. 

## Архітектура

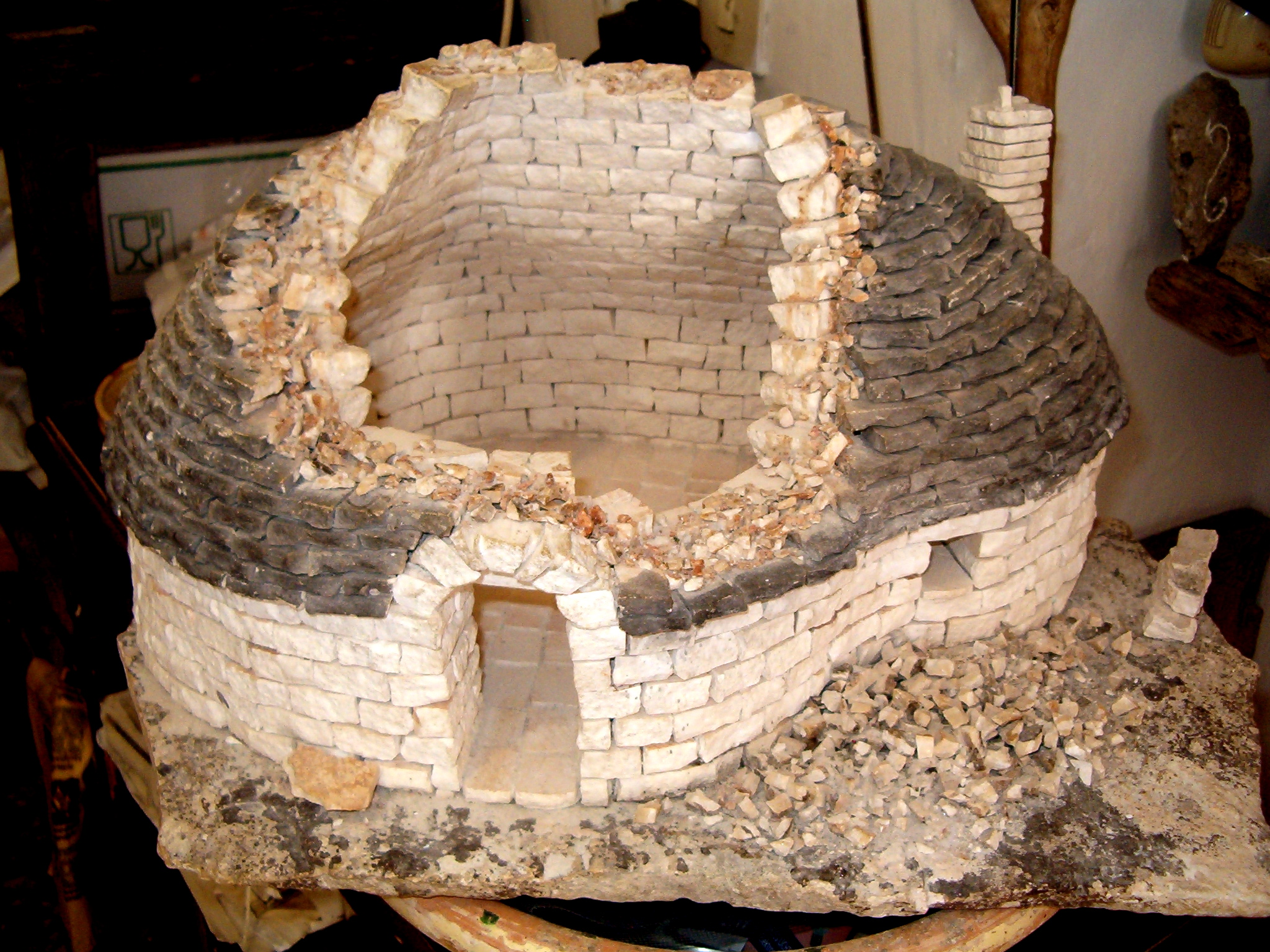
Модель, що демонструє типову техніку будівництва трулло Альберобелло; порожнина між внутрішньою стіною з тесаного каменю і зовнішнім облицюванням з кам'яної плитки або кьянкареллі заповнена кам'яним щебенем, а звід є одним з кам'яних вуссуарів

### Фасади

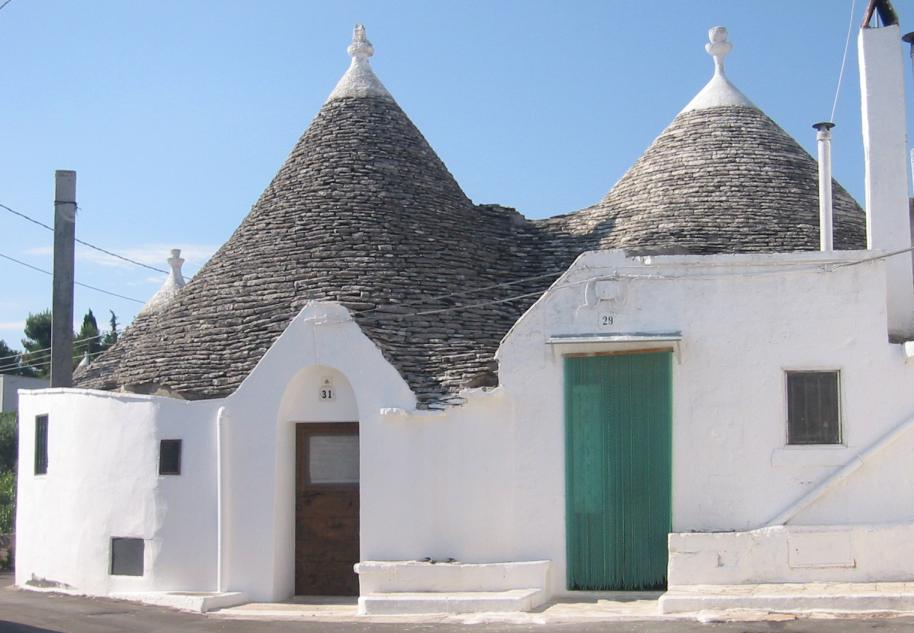
Два суміжних Трулло (Альберобелло)
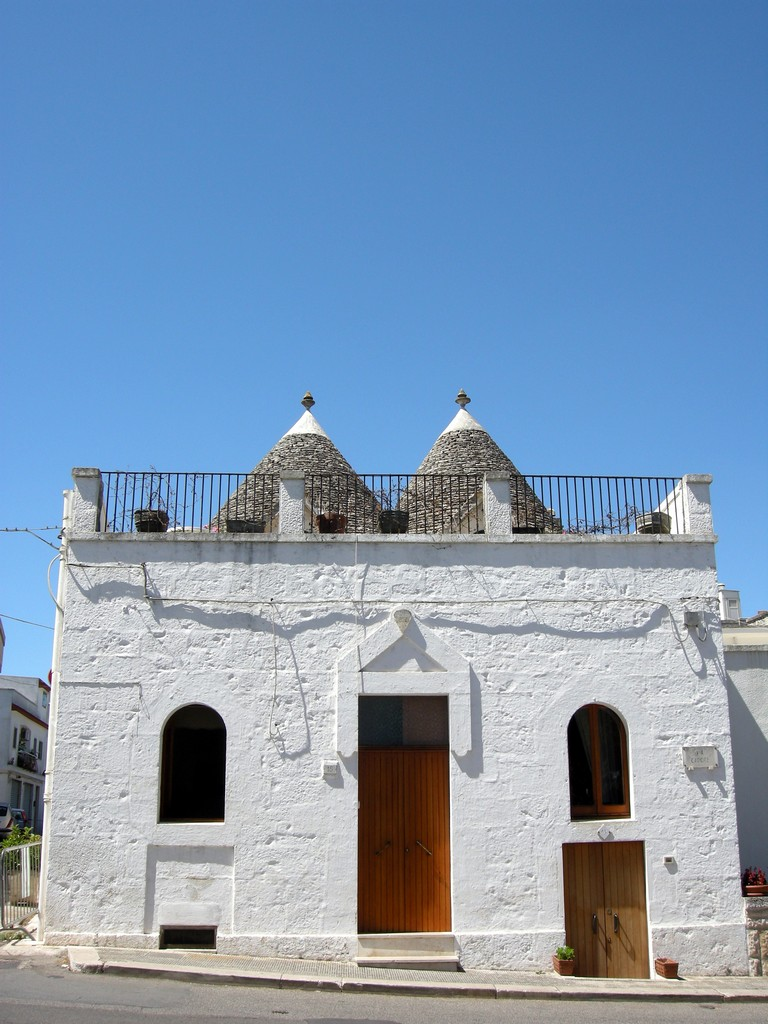
Будинок-Трулло з піднятою фасадною стіною, що приховує обидві конічні дахи (Альберобелло)
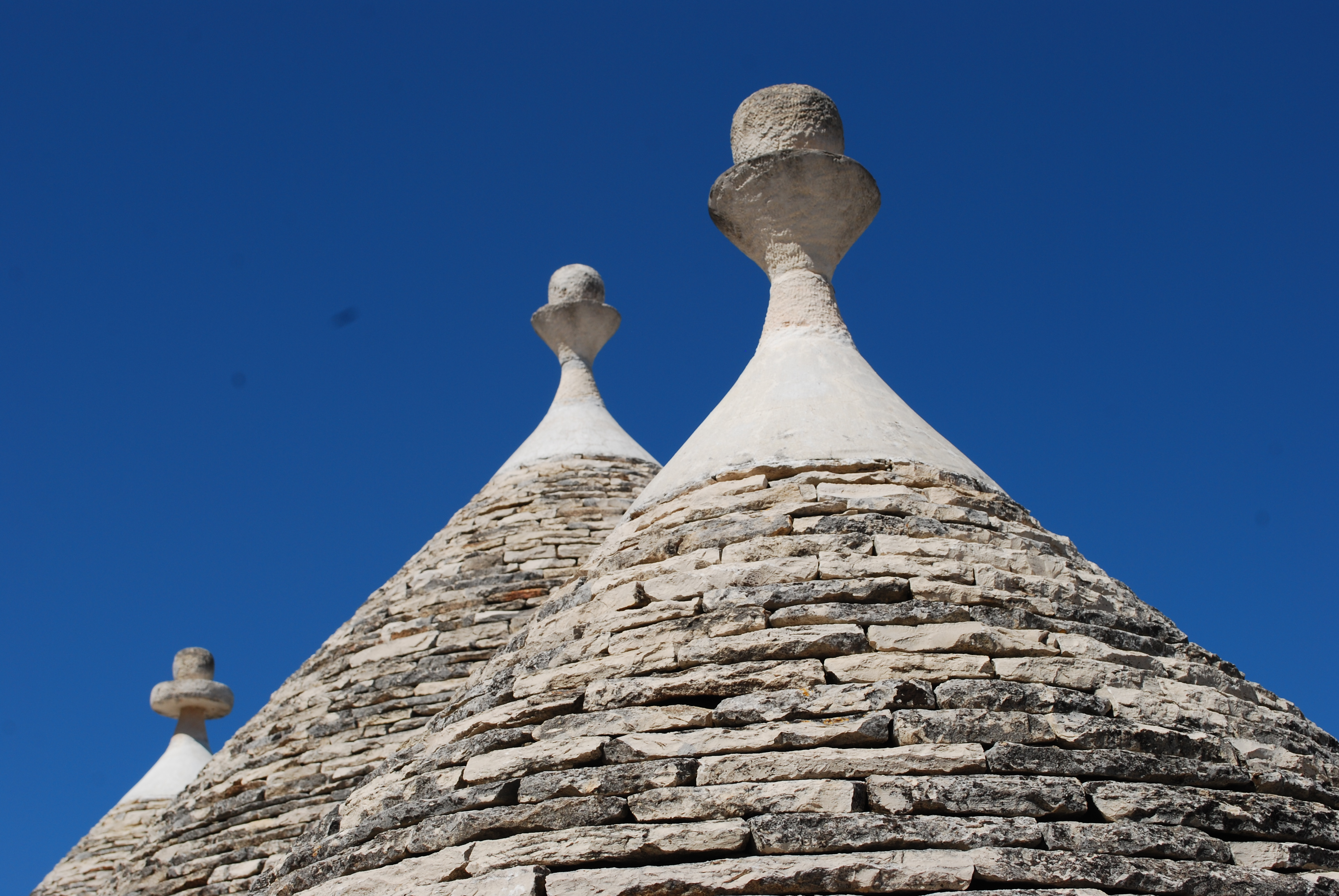
Різьблені кам'яні вершини на відновлених конусах трулло (Альберобелло)
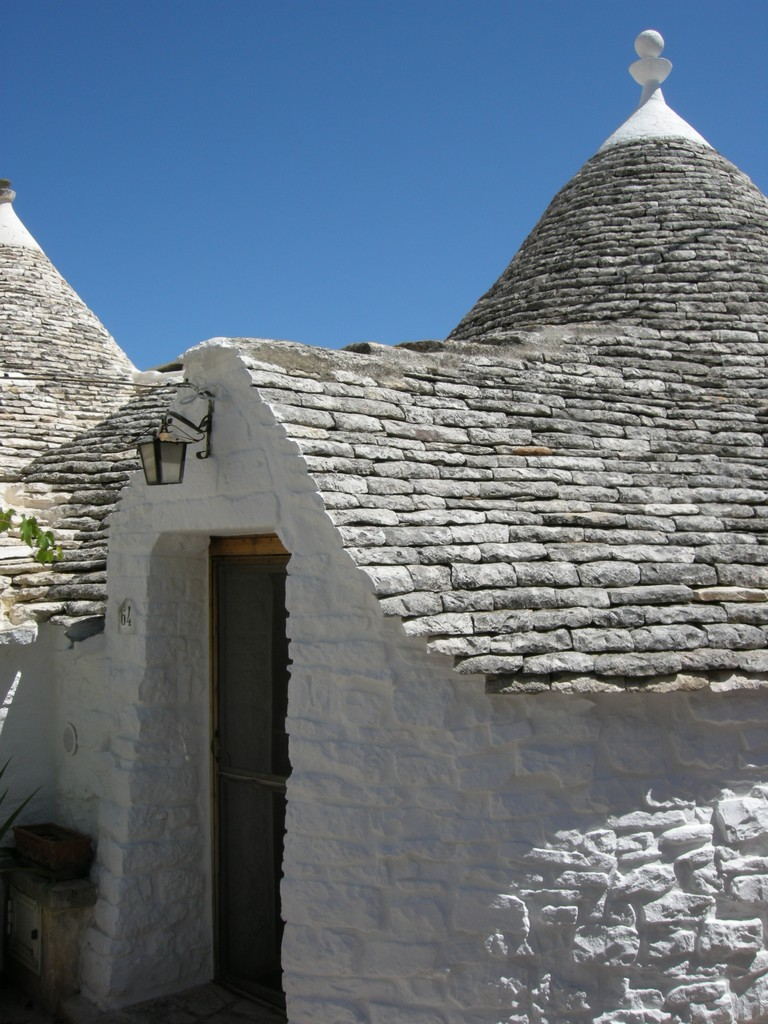
Вхід трулло (Альберобелло)
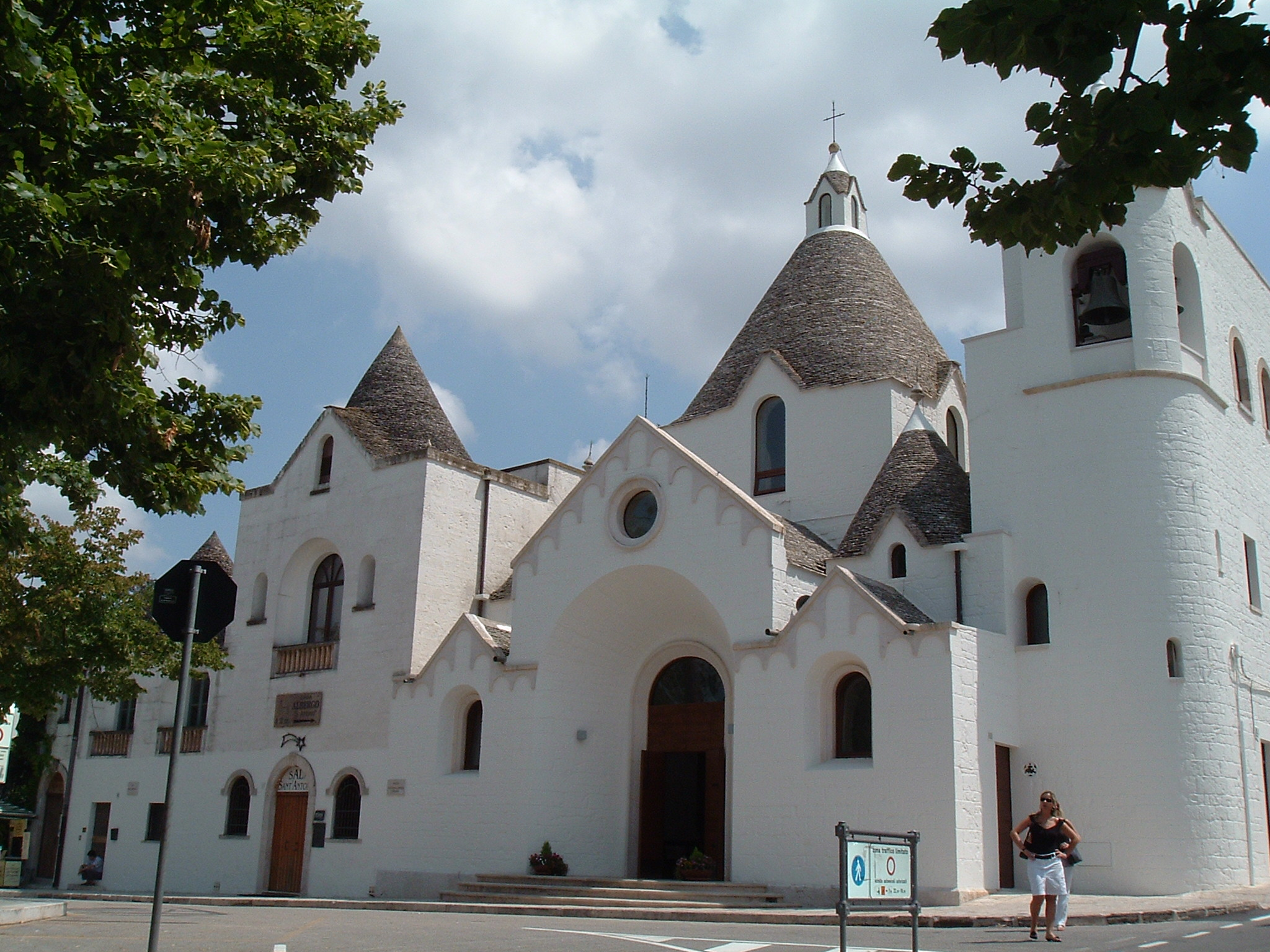
церква Святого Антонія в Альберобелло
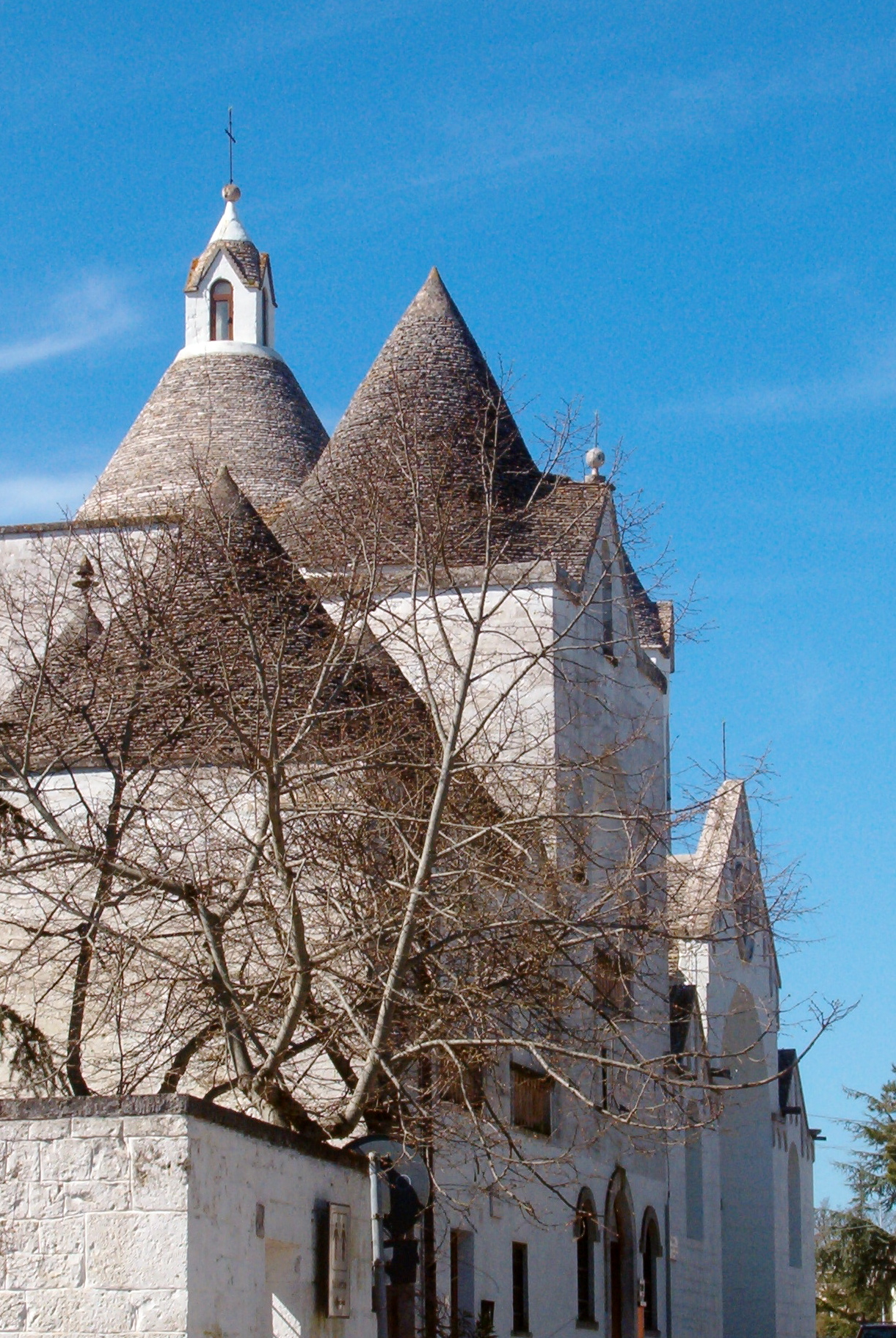
церква Святого Антонія (вид збоку)

## Інше
На Сицилії відомі аналогічні споруди — пальяро. 